# Еніо
Еніо́ (дав.-гр. Ἐνυώ) — богиня війни. Супутниця Ареса.
Еніо вносила сум'яття в битву, викликала в воїнів лють.
За однією з версій вона — одна з Грай, дочка Форкія і Кето, сестра Дейно і Пефредо.
У післягомерівських переказах Еніо вважалася матір'ю або сестрою Ареса, іноді — його годувальницею.
Ототожнювалася з римською богинею війни Беллоною.
Статуя богині знаходиться в Афінах.